# San Marcos (Texas)
San Marcos es una ciudad ubicada en los condados de Hays, Caldwell y Guadalupe en el estado estadounidense de Texas. En el Censo de 2010 tenía una población de 44894 habitantes y una densidad poblacional de 571,09 personas por km².

## Historia
Su territorio fue visitado por Alonso de León "El Mozo". En sus inmediaciones pasaba el antiguo Camino Real de los Tejas utilizado por los españoles para unir Texas (Nueva España) y Luisiana española.
En 1808 un grupo de colonos hispanos intentó sin éxito poblar la zona, teniendo que abandonarla en 1812.
Pasó a formar parte de la República de Texas en 1836. Anexionada a los EE. UU. en 1845, en noviembre de 1846 comenzó a ser poblada por anglosajones.

## Geografía
San Marcos se encuentra ubicada en las coordenadas 29°52′37″N 97°55′54″O / 29.87694, -97.93167. Según la Oficina del Censo de los Estados Unidos, San Marcos tiene una superficie total de 78.61 km², de la cual 78.27 km² corresponden a tierra firme y (0.44%) 0.34 km² es agua.

## Demografía
Según el censo de 2010, había 44894 personas residiendo en San Marcos. La densidad de población era de 571,09 hab./km². De los 44894 habitantes, San Marcos estaba compuesto por el 78.45% blancos, el 5.49% eran afroamericanos, el 0.85% eran amerindios, el 1.55% eran asiáticos, el 0.12% eran isleños del Pacífico, el 10.39% eran de otras razas y el 3.14% pertenecían a dos o más razas. Del total de la población el 37.79% eran hispanos o latinos de cualquier raza.